# Сандейс (река)
Сандейс (англ. Sundays River, африк. Sondagsrivier), или Нукакамма, — река в Восточно-Капской провинции на юге ЮАР. Впадает в Индийский океан.

## Этимология
Койсанский народ первоначально назвал эту реку Нукакамма («Травянистая вода»), потому что берега реки всегда зелёные и травянистые, несмотря на засушливую местность, по которой она протекает.

## Описание
Исток Сандейс находится в горном хребте Снеуберге около Нью-Бетесда. Течёт в целом на юг или юго-восток, минуя город Храфф-Рейнет в Кару, затем петляет через горы Зюрберг, затем мимо городов Кирквуд и Аддо в плодородной долине реки. Длина реки — 250 км. Впадает в Индийский океан в заливе Алгоа, пройдя через деревню Колчестер, в 40 км к востоку от города Порт-Элизабет.
На реке сооружены две плотины: Дарлингтон-Дам и Нквеба. Река является частью водоохранного региона «Рыба в Цицикама», в который также входят Хрут-Фис, Коуи и др. реки провинции.

## Канал Хрут-Фис—Сандейс
Канал Хрут-Фис—Сандейс-Ривер состоит из системы каналов и туннелей, которые поставляют воду из Оранжевой в долину реки Хрут-Фис, а затем в долину реки Сандейс, чтобы дополнить существующее водоснабжение Восточной Капской провинции. С 1992 года вода из долины реки Сандейс поступает в Порт-Элизабет.

## Галерея

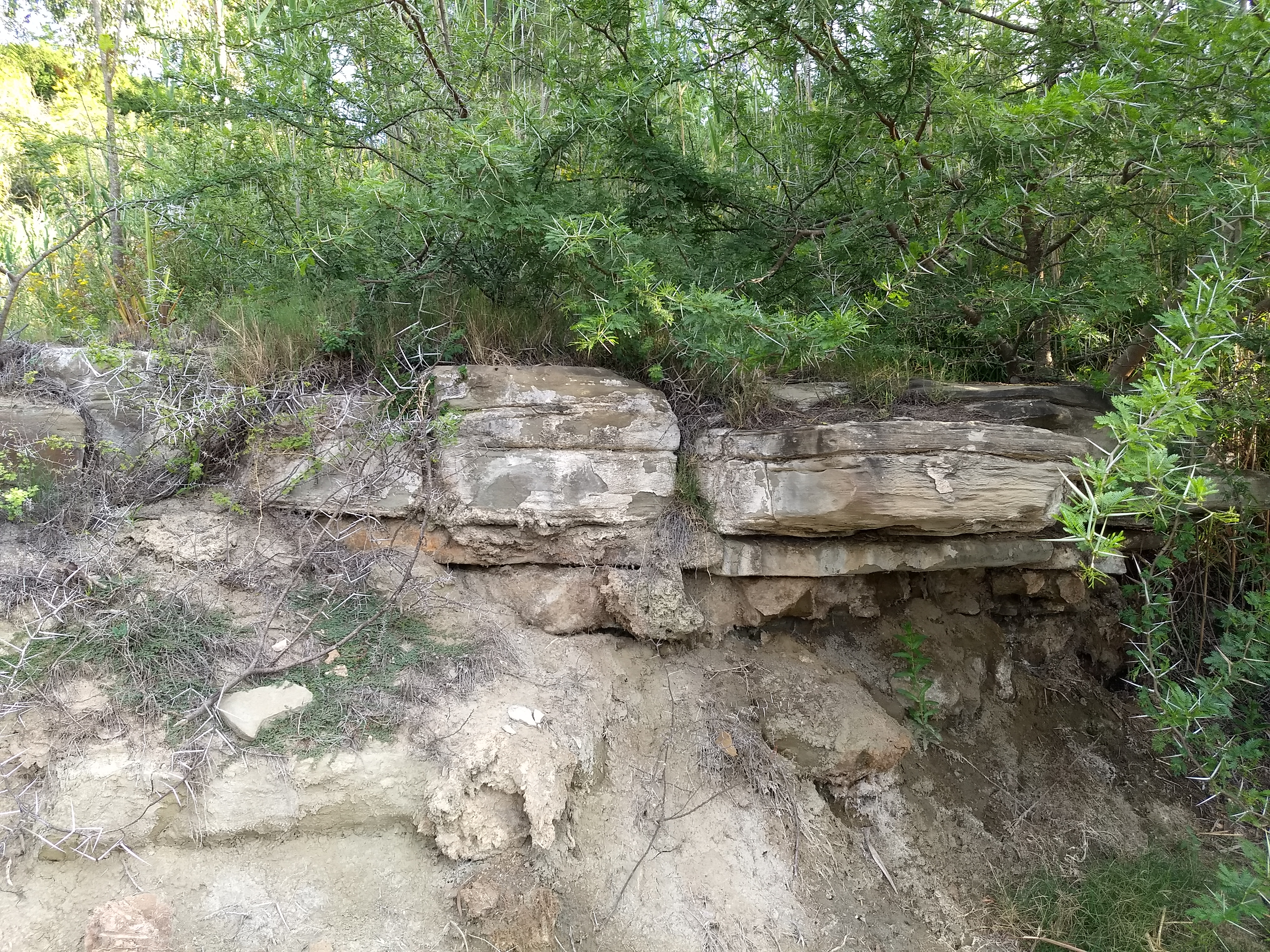
Геологическая формация Сандейс-Ривер на берегу реки
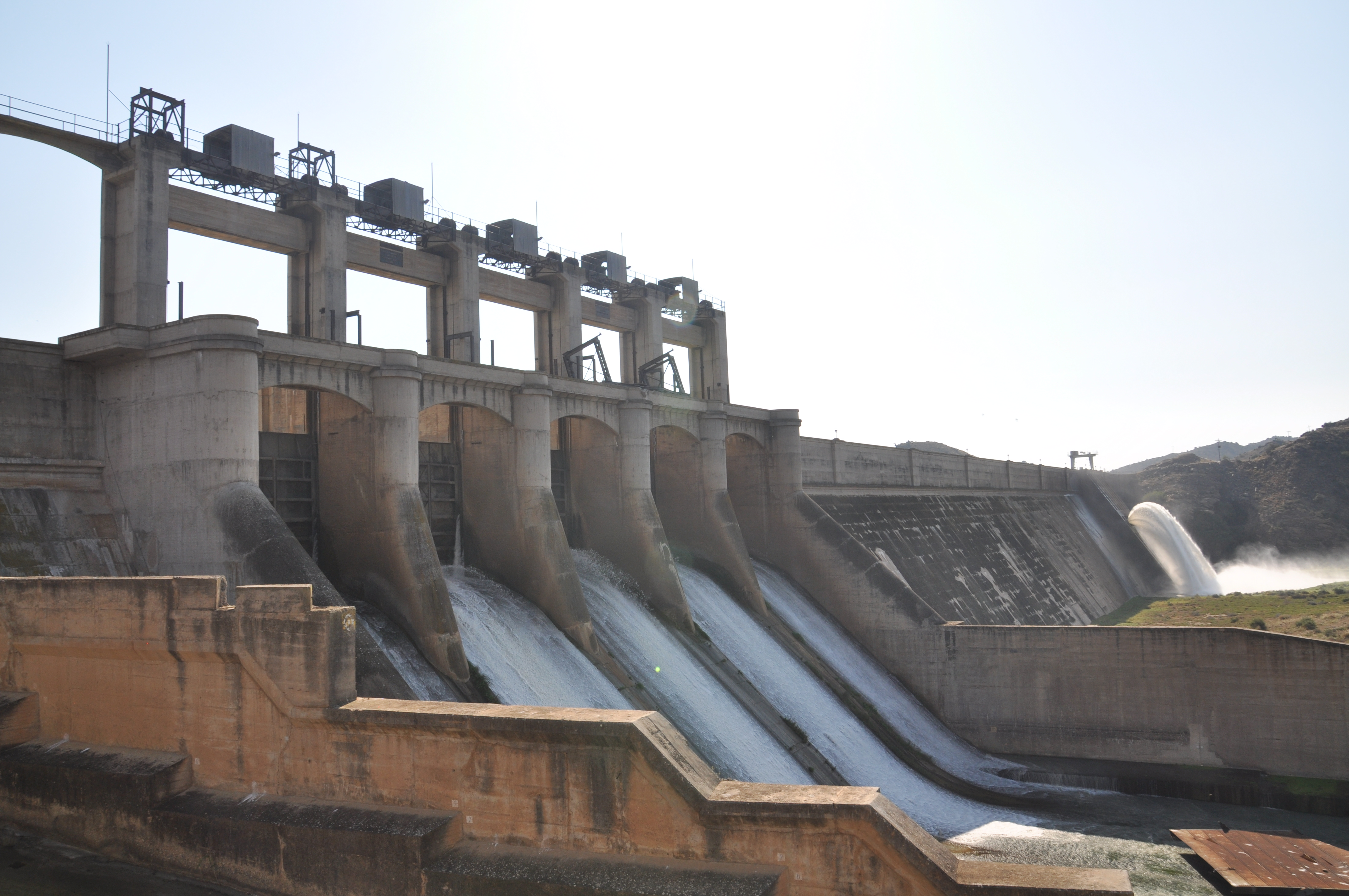
Дарлингтон-Дам на Сандейс
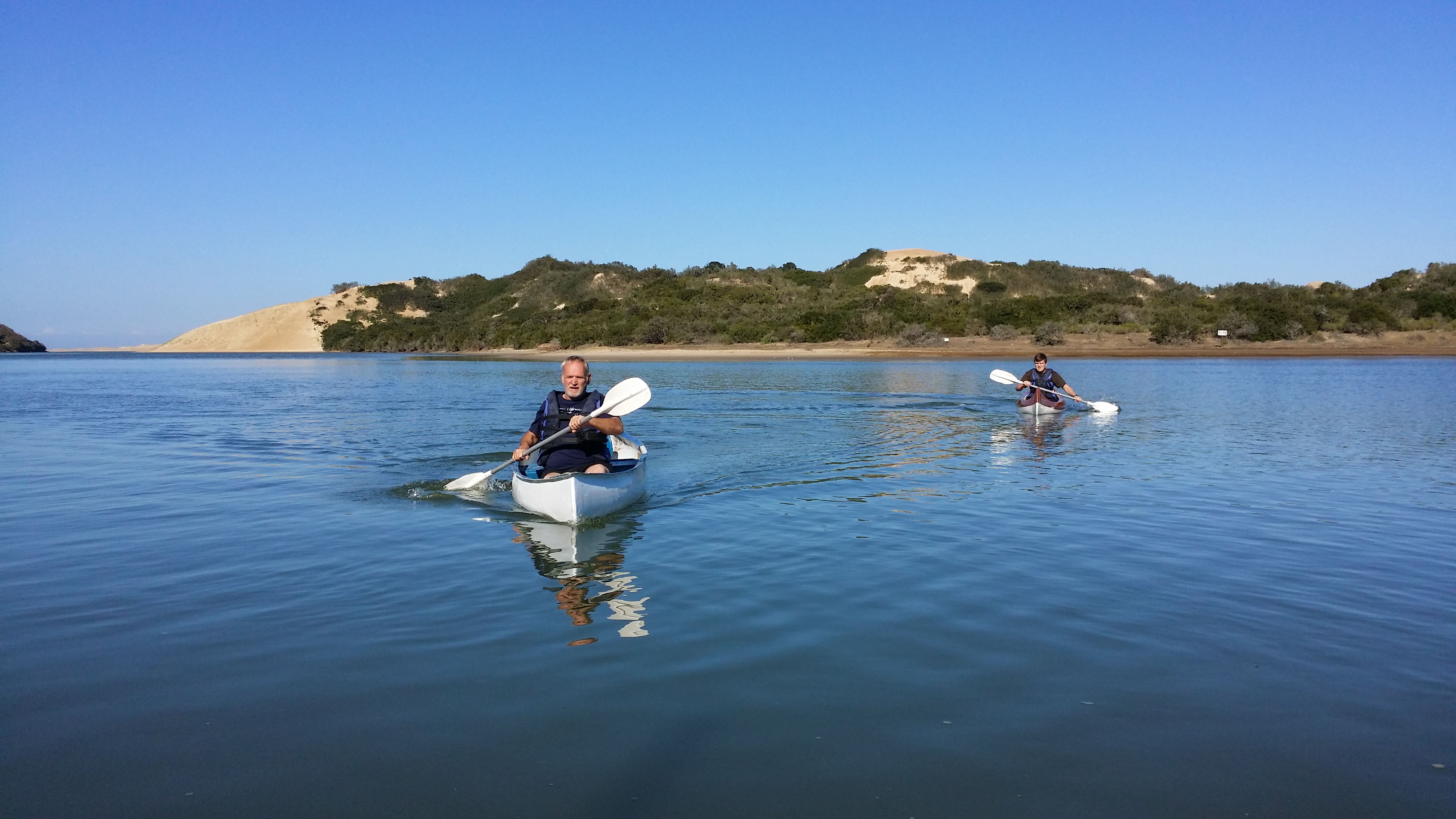
Устье реки